# Tora (fiume)
Il Tora (noto anche come Fosso della Tora) è un corso d'acqua proveniente dalle Colline Pisane inferiori, a sud del Valdarno inferiore. Con i suoi 29 chilometri, avendo pur sempre una portata molto bassa, è il più lungo fiume che riceve la maggior parte dei suoi affluenti dalle Colline Livornesi.

## Il corso del Tora

### Corso superiore
Le sorgenti del torrente Tora vengono individuate da taluni nei pressi di Gello Mattaccino (Comune di Casciana Terme Lari), da altri presso la Pieve Vecchia di Orciano Pisano, comunque in entrambi i casi sulle Colline pisane e a 145 metri sul livello del mare circa; nonostante le basse altitudini a cui nasce, il corso d'acqua riceve fin dall'inizio numerosi affluenti, anche se corti e secchi durante la stagione estiva. Dopo due chilometri, il Tora riceve il suo primo considerevole immissario: il Rio San Biagio.
Da quel momento in poi il corso del fiume si fa più lento e la pendenza diminuisce. A cinque chilometri dalle sorgenti, la portata del fiume viene notevolmente aumentata dal suo affluente Rio Alberelli, proveniente da Orciano Pisano. Sceso a quaranta metri d'altezza, dopo una virata verso nord, il corso d'acqua passa sotto il paese di Lorenzana aggirando un piccolo sistema collinare, dopodiché vira ad ovest verso Acciaiolo, dove riceve come affluente il Fosso Conella, notevole per la sua lunghezza ma completamente secco in estate. Qui negli anni novanta del Novecento il torrente ha esondato con notevoli danni e disagi alla frazione di Acciaiolo.
Dopo 10 chilometri dalle sorgenti il Tora vira nuovamente a nord - nord-ovest per aggirare le Colline Livornesi ed entra nel suo corso medio.

### Corso medio
Durante il suo corso medio il fiume Tora aggira le Colline Livornesi attraversando il comune di Collesalvetti. In questo tratto del suo percorso il corso d'acqua si fa più ampio e profondo, aumentando notevolmente la sua portata e ricevendo numerosi torrenti dalla parte livornese.
Dopo la località di Acciaiolo il corso d'acqua, che prima aveva tracciato un ampio arco verso est per aggirare un piccolo sistema collinare, vira decisamente verso nord, ricevendo numerosi ruscelli dal paese di Castell'Anselmo. Tra questi il maggiore è il Torrente Morra (7 km), proveniente dalle pendici del Monte Maggiore, nel pieno delle Colline Livornesi.
Dopo due chilometri dall'entrata nel comune di Collesalvetti, alla destra del Tora il crinale si fa molto vicino e non raggiunge un'altezza considerevole. Perciò, in questo tratto del fiume, gli affluenti di destra sono così corti da non raggiungere il chilometro di lunghezza. Lo stesso è anche per la parte sinistra, anche se in modo minore.
Al quindicesimo chilometro il Tora arriva a toccare il paese di Collesalvetti. In quel punto gli argini non sono ben contenuti e il corso d'acqua forma un piccolo laghetto alla confluenza del Rio Vallino, proveniente dalle Colline Pisane: in quel punto vi è un notevole slargo, realizzato in epoca medicea, chiamato Steccaia: esso consiste in una cascatella di 4m di altezza, realizzata in mattoni pieni, con una discreta pendenza, affiancata da due corpi sempre in mattoni che concludono gli argini del tratto precedente del Tora. Dopo lo slargo il Tora riprende le dimensioni di torrente e prosegue sempre verso nord, lambendo la zona artigianale di Collesalvetti, passando sotto il Ponte Mediceo del paese. Proprio qui, nel 1991, il torrente esondò tragicamente allagando tutta la zona artigianale e parte dell'abitato di Collesalvetti.
Poco più a nord, dopo 17 chilometri dalle sorgenti, il fiume vira bruscamente verso ovest, evitando l'abitato di Vicarello (che tuttavia ha subito anch'esso negli anni '90 una grave esondazione). Da qui in poi, ad una altezza di 10 metri, la pendenza si riduce a quasi nulla. Gli argini ben scavati gli conferiscono l'appellativo di Fosso la Tora: ha inizio il corso inferiore del torrente.

### Corso inferiore
Per un piccolo tratto del suo corso inferiore, il Fosso la Tora tocca la parte nord delle ultime pendici delle Colline Livornesi. Ormai ampio e profondo, riceve molti affluenti da queste quali il Torrente Tanna e altri, sebbene ancora molto corti.
Il fiume esegue poi un'ampia curva prima verso nord e poi verso ovest, distanziandosi dalle colline e immettendosi nel Canale Scolmatore in prossimità di Mortaiolo - Guasticce.
Originariamente il torrente proseguiva verso ovest in direzione Livorno, impaludandosi prima di giungervi; le bonifiche medicee e lorenesi ne cambiarono il corso, proprio per evitarne l'impaludamento, facendolo immettere nel Fosso Reale (poi divenuto Scolmatore dell'Arno).

## Affluenti

### A destra della sorgente
Alto corso:
- Rio Alberelli, 4,5 chilometri, da Orciano Pisano;
- Il Rio, 3 km, da Lorenzana.

Medio corso:
- Rio Palazzaccio, 1,8 km, dalla località di Palazzaccio;
- Rio Vallino, 2 km, poco prima di Collesalvetti.

### A sinistra della sorgente
Alto corso:
- Rio S.Biagio, 2 km, dalla località di Poggio della Cava;
- Fosso Conella, 7 km, presso la località di Acciaiolo;
- Rio Fiocina, 2,5 km, dalla località di S. Regolo.

Medio corso:
- Fosso Salci, 1,5 km, dalla località Carrione;
- Torrente Morra, 7 km, dalla Valle Benedetta.

Basso corso:
- Fosso la Tanna, 7 km, da Nugola;
- Fosso la Salsa, 6 km, da Nugola Nuova.

## Ponti
- ponte della Strada Provinciale 21 in località Laura;
- ponte di via Valleregli, Acciaiolo;
- ponte della Ferrovia Pisa-Vada, in località Acciaiolo;
- ponte mediceo ('pontis Torae', vecchio ponte Santoro) presso Collesalvetti sud;
- ponte (cavalcavia) Santoro, S.S. 206, presso Collesalvetti sud;
- ponte mediceo di Collesalvetti;
- ponte Bailey, Collesalvetti;
- ponte di ferro (smantellato) della ferrovia Livorno-Collesalvetti;
- ponte della S.S. 555 in località Mortaiolo

## Luoghi attraversati
Alto corso:
- Orciano Pisano;
- Lorenzana;
- Località Laura;
- Località Acciaiolo.

Medio corso:
- Località Torretta;
- Collesalvetti;
- Località Colleromboli.

Basso corso:
- Località Le Murelle;
- Villa Berti;
- Podere delle Pollacce (Mortaiolo);
- Tenuta di Poggiolitone;
- Podere Dalga;
- Podere San Pietro;
- Podere Campo dei Romani;
- Scolmatore dell'Arno.